# Universidad Jilin
La Universidad Jilin (UJ; en chino tradicional, 吉林大學; en chino simplificado, 吉林大学; pinyin, Jílín Dàxué; a menudo abreviado UJ o en chino, 吉大) ubicada en Changchun, fundada en 1946, es una universidad de investigación nacional líder bajo la jurisdicción directa del Ministerio de Educación de China. Es una Universidad de Primera Clase Doble Clase A del Ministerio de Educación de China. Cuenta con gran apoyo de proyectos estatales claves tales como: el Proyecto 985, el Proyecto 211 y el Proyecto 2011. La Universidad Jilin está clasificada como una de las universidades más prestigiosas de China, y tiene proyectos de investigación de nivel internacional en ingeniería automotriz, química, informática, ingeniería eléctrica y biología. En 2017, la universidad contó con apoyo para lograr el estatus académico de "clase mundial" en virtud del Plan Universitario de Primera Clase de China. Entre los alumnos de UJ se encuentran el vice primer ministro de la República Popular China, Liu Yandong, y el premio Nobel de la Paz de 2010, Liu Xiaobo.

## Historia
Fundada en 1946 como Facultad de Administración del Noreste en Harbin, Heilongjiang, la Universidad Jilin se fusionó con varias universidades y facultades y cambió su nombre muchas veces. En mayo de 1948, el Colegio de Administración del Noreste se fusionó con la Universidad Harbin y pasó a llamarse Academia de Ciencias del Noreste. En noviembre de 1948, la Academia de Ciencias del Noreste se trasladó a Shenyang, Liaoning y restauró el nombre de Colegio de Administración del Noreste. En 1950, pasó a llamarse Universidad Popular del Noreste. Después de que estalló la guerra de Corea, se trasladó a Changchun, Jilin. En 1958, pasó a llamarse Universidad Jilin.
En 2000, la antigua Universidad Jilin, la antigua Universidad de Tecnología de Jilin, la antigua Universidad de Ciencias Médicas Norman Bethune, la antigua Universidad de Ciencia y Tecnología de Changchun (establecida en 1951) y el antiguo Instituto de Correos y Telecomunicaciones de Changchun se combinaron para formar el actual Universidad Jilin. El 29 de agosto de 2004, la antigua Universidad de Logística Militar también se fusionó con UJ. La universidad estableció un campus en Zhuhai en 2003.

## Académica
La universidad tiene siete campus en seis distritos que albergan 47 universidades que cubren 13 disciplinas académicas, que incluyen filosofía, economía, derecho, literatura, educación, historia, ciencia, ingeniería, agricultura, medicina, administración, ciencia militar y arte. La universidad cuenta con 5 laboratorios estatales clave, 1 laboratorio nacional de ingeniería, 6 laboratorios conjuntos nacionales-locales, 1 centro nacional de investigación en ingeniería y tecnología, 6 bases de investigación clave en humanidades y ciencias sociales del Ministerio de Educación, 10 laboratorios clave del Ministerio de Educación, 5 centros de investigación en ingeniería del Ministerio de Educación y 18 laboratorios clave de otros ministerios.
Es una universidad clave integral y nacional. UJ ofrece una variedad de programas de grado. Cuenta con 129 programas de pregrado, 304 programas de maestría, 244 programas de doctorado y 42 centros de posdoctorado, 47 proyectos de construcción de universidades y disciplinas de primer nivel. Hay 73702 estudiantes de tiempo completo, con 27397 estudiantes de posgrado, 43260 estudiantes de pregrado y universidad, más de 2000 estudiantes extranjeros.
Hay 6657 profesores en total, entre los que hay 2110 profesores y 1618 asesores de doctorado. Hay 43 miembros de la Academia China de las Ciencias o la Academia China de Ingeniería (incluidos 33 miembros adjuntos), 7 profesores superiores de ciencias filosóficas y sociales, 20 miembros del grupo de evaluación del Comité de Grados Académicos del Consejo de Estado, 29 involucrados en el “Programa Diez Mil Talentos”, 8 maestros destacados a nivel nacional, 5 expertos principales en proyectos de investigación y construcción de la teoría del marxismo en el gobierno central, 6 científicos principales en el “Programa 973” nacional, 15 jóvenes y de mediana edad expertos con contribución destacada, 59 seleccionados en el “Programa de Becarios de Changjiang”, 33 ganadores del “Fondo Nacional para Jóvenes Destacados”, 31 ganadores del “Fondo Nacional para Jóvenes Excelentes” y 90 seleccionados en “Eruditos de la Montaña Changbai” en la provincia de Jilin.

## Rankings y reputación
La tabla de clasificación de CWTS Leiden 2020 clasificó a la Universidad Jilin en el puesto 14 en el mundo según sus publicaciones para el período de tiempo 2015-2018. En 2020, ocupó el puesto 82 entre las universidades de todo el mundo según SCImago Institutions Rankings. La universidad ocupó el puesto 71 entre las instituciones líderes a nivel mundial en las Tablas Anuales de Nature Index 2020 de Nature Research, que miden la investigación de alta calidad publicada en 82 revistas científicas de alta calidad. El Ranking Universitario por Rendimiento Académico (RURA) 2020/21 clasificó a la Universidad Jilin en el puesto 106 a nivel mundial. La Universidad Jilin ocupó el puesto 255 a nivel mundial y el 21 a nivel nacional en el Ranking Mundial de Universidades CWUR 2020/21.

## Instalaciones

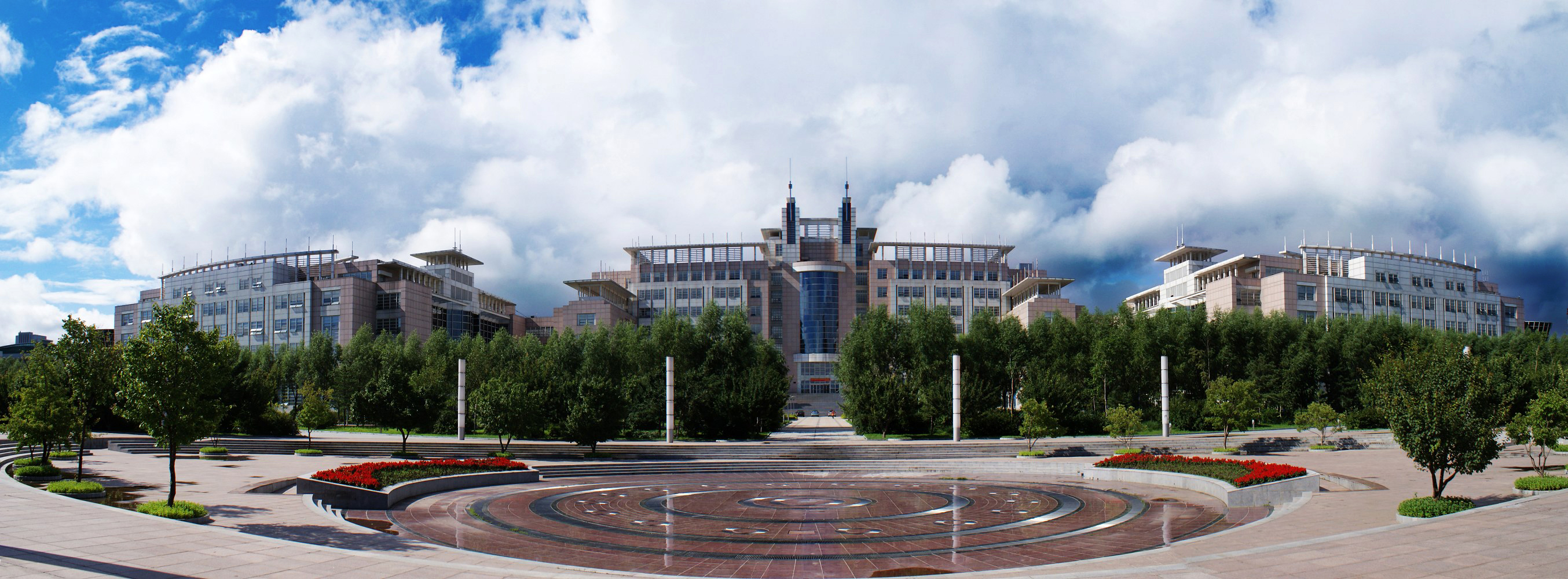
Universidad Jilin

Hay más de 50 aulas audiovisuales multimedia y de aprendizaje de idiomas. Se ha prestado especial atención a la construcción de 20 laboratorios de ciencias básicas.
La biblioteca de la universidad cuenta con una colección de 7.57 millones de libros y está designada como biblioteca de la Organización de las Naciones Unidas para la Educación, la Ciencia y la Cultura (UNESCO), la Organización de las Naciones Unidas para el Desarrollo Industrial (ONUDI) y el Banco Mundial. Sirve como el Centro de Información Integral de Artes Liberales del Ministerio de Educación, el único Centro de Libros de Texto Científicos Extranjeros en el Noreste de China y el Centro Nacional de Importación de Libros de Educación Superior en Humanidades y Ciencias Sociales. Es uno de los siete centros del Centro del Sistema de Información y Bibliotecas Académicas de China (CSIBA) en el noreste de China.
Varios campus tienen gimnasios, estadios y arenas para baloncesto, voleibol, tenis de mesa y gimnasia artística. El estadio del campus de Nanling, que tiene un campo de fútbol de césped rodeado de pistas de carreras sintéticas estándar, tiene 10000 asientos. Hay canchas de tenis y baloncesto en todo el campus.
La Universidad Jilin ha establecido vínculos con más de 289 universidades, colegios e institutos de investigación en 39 países/distritos. Más de 2000 estudiantes extranjeros asisten actualmente a la universidad.

## Personas destacadas

### Exalumnos notables
- Du Qinglin - político, vicepresidente de la Conferencia Consultiva Política del Pueblo Chino, Jefe del Departamento de Trabajo del Frente Unido del Comité Central.
- Hu Huaibang, presidente del Banco de Desarrollo de China.
- Li Congjun, expresidente de la Agencia de Noticias Xinhua de China.
- Liu Qibao - jefe del Departamento de Propaganda del Comité Central.
- Liu Xiaobo - Ganador del Premio Nobel de la Paz 2010
- Liu Yandong, vice primer ministro de la República Popular China
- Lü Fuyuan - primer ministro del Ministerio de Comercio de la República Popular China.
- Wang Gang (político) -Director de la Oficina General del Partido Comunista de China
- Wang Gongquan - activista liberal, líder principal y patrocinador financiero del Movimiento de Nuevos Ciudadanos
- Wang Yongqing, secretario general de la Comisión Central de Asuntos Políticos y Jurídicos
- Wang Jiarui - Vicepresidente de la Conferencia Consultiva Política del Pueblo Chino, director del Departamento de Enlace Internacional del Partido Comunista de China de 2003 a 2015.
- Xu Shaoshi: expresidente de la Comisión Nacional de Desarrollo y Reforma de la República Popular China, jefe del partido y ministro de Tierras y Recursos.
- Xu Xianming: la principal autoridad de China en materia de derechos humanos
- Yin Weimin - Ministro de Recursos Humanos y Seguridad Social y subdirector del Departamento de Organización del Partido Comunista de China.
- Zhang Jun (político): político chino y exjuez, actualmente se desempeña como subsecretario de la Comisión Central de Inspección Disciplinaria, el principal organismo anticorrupción del país, y ministro de Justicia. Anteriormente se desempeñó como Viceministro del Ministerio de Justicia de la República Popular China y Vicepresidente de la Corte Suprema Popular.

### Facultad notable
- Andrey Baykov - académico ruso en relaciones internacionales, vicerrector del Instituto Estatal de Relaciones Internacionales de Moscú.
- Barry Buzan, profesor emérito de la Escuela de Economía de Londres, miembro de la Academia Británica
- Yury Gogotsi - científico ucraniano líder en el campo de la química de materiales, profesor de la Universidad Drexel, fundador y director de A.J. Instituto de Nanotecnología Drexel
- Chen Jia'er - físico nuclear, físico acelerador y académico de la Academia China de las Ciencias.
- Han Dayuan - Presidente de la Sociedad de Derecho Constitucional de China en la Universidad Renmin de China
- Huai Jinpeng - científico informático, secretario del partido de la Asociación China de Ciencia y Tecnología
- Loide Kasingo - miembro de la Organización del Pueblo de África del Sudoeste y de la Asamblea Nacional de Namibia, vicepresidenta del Parlamento.
- Kai Li - profesor del departamento de Ciencias de la Computación de la Universidad de Princeton
- Li Siguang - fundador de la geomecánica de China, primer regalo del antiguo Instituto de Geología de Changchun (ahora como Facultad de Ciencias de la Tierra, Universidad Jilin).
- Lawrence Lau: economista de Hong Kong y ex vicerrector de la Universidad China de Hong Kong.
- Long Yifei - Decano adjunto de la Facultad de Derecho de la Universidad Renmin de China
- Alan G. MacDiarmid - ganador del Premio Nobel de Química.
- Wilma Olson: profesora del instituto BioMaPS de Biología Cuantitativa de la [9Universidad Rutgers]], profesora visitante en el Departamento de Química de Polímeros de la Universidad Jilin.
- Helmut Ringsdorf - químico de polímeros, conocido por ser el primero en proponer fármacos de unión covalente a polímeros solubles en agua.
- Steve Smith (académico): teórico de las relaciones internacionales, vicerrector de la Universidad de Exeter y profesor de estudios internacionales.
- Song Yuquan, científico de materiales, académico de la Academia China de las Ciencias.
- Sun Weiguo - presidente de la Universidad Xihua
- Tang Aoqing o Au-Chin Tang, químico teórico, presidente de la Universidad de Jilin, miembro de la Academia China de las Ciencias
- Wang Xianghao - matemático que introdujo el teorema de Grunwald-Wang, corrigiendo un error en la declaración original de Wilhelm Grunwald y prueba de esto.
- Yevgeny Yasin: destacado economista ruso, supervisor académico de la Universidad Nacional de Investigación – Escuela Superior de Economía.
- Ying Xu - bióloga computacional y bioinformática, profesora titular en el Instituto de Bioinformática de la Universidad de Georgia
- You Xiaozeng, químico inorgánico chino, educador y académico de la Academia China de las Ciencias.
- Zhou Ji (Universidad de Tsinghua) - Profesor distinguido "Changjiang Scholar" en la Escuela de Ciencia e Ingeniería de Materiales de la Universidad de Tsinghua
- Zhou Qifeng: químico chino y académico de la Academia de Ciencias de China, presidente de la Universidad de Pekín.
- Zhu Wenxiong - Lingüista chino.
- Zhu Guangya - renombrado físico nuclear chino, jefe y primer director del Departamento de Física de la Universidad Jilin

## Colegios, instituciones y otras organizaciones afiliadas
Hay 47 colegios o escuelas, así como algunas instituciones y otras organizaciones afiliadas dentro de 9 divisiones en la Universidad Jilin, que incluyen:

### División de Humanidades
- Facultad de Filosofía y Socialogía
- Facultad de Humanidades
- Escuela de Arqueología
- Facultad de Idiomas Extranjeros
- Colegio de Arte
- Facultad de Educación Física
- Escuela de Educación en Idiomas Extranjeros

### División de Ciencias Sociales
- Escuela de Economía
- Escuela de Leyes
- Escuela de Administración Pública
- Escuela de Negocios
- Escuela de Marxismo
- Facultad de Estudios del Nordeste Asiático
- Escuela de Finanzas
- Escuela de Asuntos Públicos e Internacionales

### División de Ciencias
- Escuela e Instituto de Matemáticas
- Facultad de Física
- Facultad de Química
- Facultad de Ciencias de la Vida

### División de Ingeniería
- Escuela de Ingeniería Mecánica y Aeroespacial
- Facultad de Ingeniería Automotriz
- Escuela de Ciencia e Ingeniería de Materiales
- Escuela de Transporte
- Facultad de Ingeniería Biológica y Agrícola
- Escuela de Administración
- Facultad de Ciencias e Ingeniería de los Alimentos

### División de Ciencias de la Información
- Facultad de Ciencias e Ingeniería Electrónica
- Facultad de Ingeniería de la Comunicación
- Facultad de Ciencias y Tecnología de la Computación
- Instituto de Software
- Centro Público de Investigación y Educación en Informática

### División de Ciencias de la Tierra
- Facultad de Ciencias de la Tierra
- Facultad de Ciencia y Tecnología de Geoexploración
- Facultad de Ingeniería de la Construcción
- Facultad de Nuevas Energías y Medio Ambiente
- Facultad de Instrumentación e Ingeniería Eléctrica

### Centro de Ciencias de la Salud Norman Bethune
- (Página Principal de NBHCC)
- Facultad de Ciencias Médicas Básicas
- Escuela de Salud Pública
- Facultad de Ciencias Farmacéuticas
- Escuela de Enfermería
- Colegio Médico Clínico
- El Primer Hospital de Bethune
- El Segundo Hospital Archivado el 6 de febrero de 2022 en Wayback Machine.
- Hospital de la Unión China-Japón (El Tercer Hospital de Bethune)
- Hospital de Estomatología

### División de Ciencias Agrícolas
- Facultad de Medicina Veterinaria
- Facultad de Ciencias Vegetales
- Facultad de Ciencias e Ingeniería de los Alimentos
- Centro de Educación Pública
- Facultad de Ciencias Animales
- Instituto de Zoonosis

### División de Investigación Interdisciplinaria
- Escuela de Inteligencia artificial

### Otros
- Facultad de Tecnología Aplicada Archivado el 28 de enero de 2020 en Wayback Machine.
- Facultad de Información Económica
- Facultad de Administración de Empresas
- Universidad de Zhuhai Archivado el 2 de febrero de 2020 en Wayback Machine.
- Universidad Dongrong
- Universidad de Lambton